# Chiliano
Chiliano, Kilian in inglese e tedesco (Mullagh, 640 circa – Würzburg, 689), fu un missionario irlandese che, trasferitosi in Germania, divenne vescovo e morì ivi martire. È venerato come santo da tutte le Chiese che ammettono il culto dei santi.

## Biografia
Poiché le due antiche Vite di santi, la Passio minor e la più recente Passio maior provengono solo dal IX secolo, tutte le indicazioni qui fornite sulla vita di san Chiliano sono da prendersi con riserva, tanto più che pare che non vi sia stata alcuna continuità nel culto durante il periodo intercorrente fra il decesso del santo (689) e la esumazione della sua salma (752), in effettiva connessione con la fondazione della diocesi di Würzburg, avvenuta nel 742.
Così è altamente dubbio se nella tradizione missionaria radicata in Irlanda il monaco Kilian fosse stato effettivamente vescovo e come tale abbia svolto la sua missione ed amministrato il battesimo. Ancora improbabile è il presunto viaggio a Roma presso papa Conone. Entrambi i temi corrispondono infatti alla tradizione missionaria anglosassone e sono palesemente impostati par rappresentare Chiliano come precursore dei vescovi-missionari anglosassoni e del legato pontificio san Bonifacio.
Ma qui cade anche l'unica indicazione, il pontificato di Conone (686/689), per mezzo della quale si evincono date precise e dalla quale si determinano i restanti riferimenti temporali. 
Secondo questi calcoli Chiliano giunse nel 686 insieme ai suoi accompagnatori, san Totnano, diacono, e san Colomano, presbitero, a Würzburg. Egli deve aver predicato quivi e nei dintorni ed essere stato assassinato a colpi di spada insieme ai suoi due compagni, secondo il martirologio di Rabano Mauro.
Mandante dell'assassinio fu, secondo Rabano, Gailana, che aveva sposato il margravio di Turingia Gosberto, fratello del defunto marito, fatto che allora era considerato una forma di incesto. Chiliano riprese severamente Gosberto per questo matrimonio, ponendogli come condizione necessaria per ottenere il battesimo, lo scioglimento di questo matrimonio. Fu a questo punto che Gailana, approfittando dell'assenza del secondo marito, decise di farlo fisicamente eliminare; tema questo che potrebbe essere stato ripreso da Aribo di Frisinga, nella sua Vita di san Corbiniano.
Le salme devono essere state sotterrate nelle scuderie della rocca ducale (il luogo ove sorge l'attuale Neumünsterkirche).

## Culto

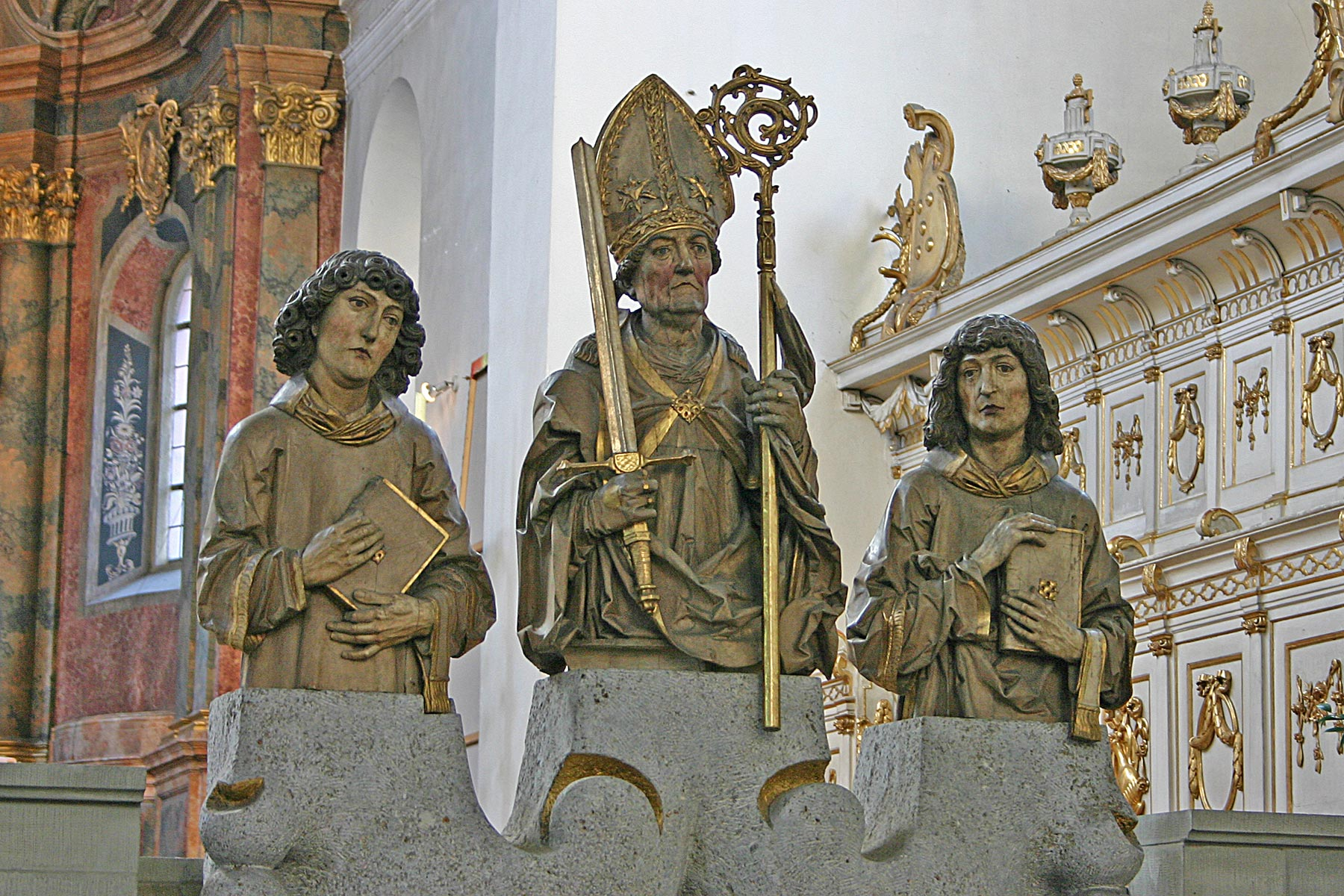
Chiliano, Colomano e Totnano, copie delle Riemenschneider-Holzfiguren di Heinrich Schiestl nella chiesa di Neumünster a Würzburg

Nel 752, probabilmente su iniziativa di san Bonifacio, fu inscenato dal Burcardo, il primo vescovo di Würzburg, il ritrovamento delle reliquie del santo e probabilmente con l'occasione fu autenticato, secondo una tradizione successiva, anche il ritrovamento dell'evangeliario di San Chiliano (Würzburg, Universitätsbibliothek, M.p.th.q.1a), un manoscritto del Vangelo dei primi anni del VII secolo proveniente dalla Gallia.
Oggi le reliquie dei tre santi, Chiliano, Totnano e san Colomano, sono custodite in un reliquiario di Heinrich Gerhard Bücker (1922 - 2008) nella cripta della chiesa della Collegiata di Neumünster e i crani si trovano in una teca di cristallo di rocca inserita nell'altare del Duomo di Würzburg.
Durante l'"Ottava di Kiliano" (settimana intorno all'8 luglio) la teca con i crani viene esposta al pubblico. In quel periodo ha luogo sulla piazza delle Feste Talavera a Würzburg la festa popolare di san Chiliano e nella piazza del mercato la Fiera commerciale di Chiliano.
Le prime testimonianze certe del culto di san Chiliano si trovano nel calendario dell'Evangeliario di Godescalco (781 - 783), conservato oggi presso la Biblioteca nazionale di Francia (Parigi, codice del manoscritto Ms. Lat. 1203), in una postilla, non datata ma anteriore all'838, di un manoscritto di Würzburg del Martirologio del Venerabile Beda e nel Martirologio di Rabano Mauro (842 - 856).
Un manoscritto di Fulda della Passio minor, dell'ultimo quarto del X secolo contiene i primi dipinti del ciclo della leggenda di san Chiliano e con questi soprattutto i primi esempi illustrati della vita del santo.

### Patronati e attributi
Il santo è patrono delle città di Würzburg, Heilbronn, Kostheim e della regione della Franconia, così come della professione di bottaio. Viene anche invocato contro le malattie degli occhi, la podagra ed i reumatismi.

### Memoria liturgica
La Memoria liturgica di san Chiliano cade l'8 luglio per la Chiesa cattolica e per quella evangelica. Si tratta, nella Chiesa cattolica, di una memoria ad libitum nel Calendario dei Santi. Nella città di Würzburg l'8 luglio è tuttavia giornata di gran festa. Le Chiese ortodosse lo celebrano anch'esse in genere in tal giorno, ma secondo il Calendario giuliano, corrispondente al 21 luglio nel calendario gregoriano.

## Meteorologia popolare
La Memoria di san Chiliano ha dato origine ad alcuni proverbi di meteorologia popolare:
- Kilian, der heilige Mann, stellt die ersten Schnitter an.

Chiliano, l'uomo santo, fa partire il primo mietitore
- Ist's zu St. Kilian schön, werden viele gute Tage vergehn.

Se fa bello a san Chiliano, avremo molte buone giornate

## Iconografia
San Chiliano viene rappresentato nella sua iconologia con una spada, lo strumento che usarono i suoi assassini per ucciderlo. Insieme ad essa spesso viene rappresentato con il bastone pastorale. 
Nella chiesa di san Chiliano a Heilbronn è rappresentato almeno tre volte: nell'altar maggiore da Hans Seyfer, sulla destra, di fianco a Maria con il bambino, in una tavola gotica (probabilmente risalente al XV secolo) e nel timpano del portale meridionale.

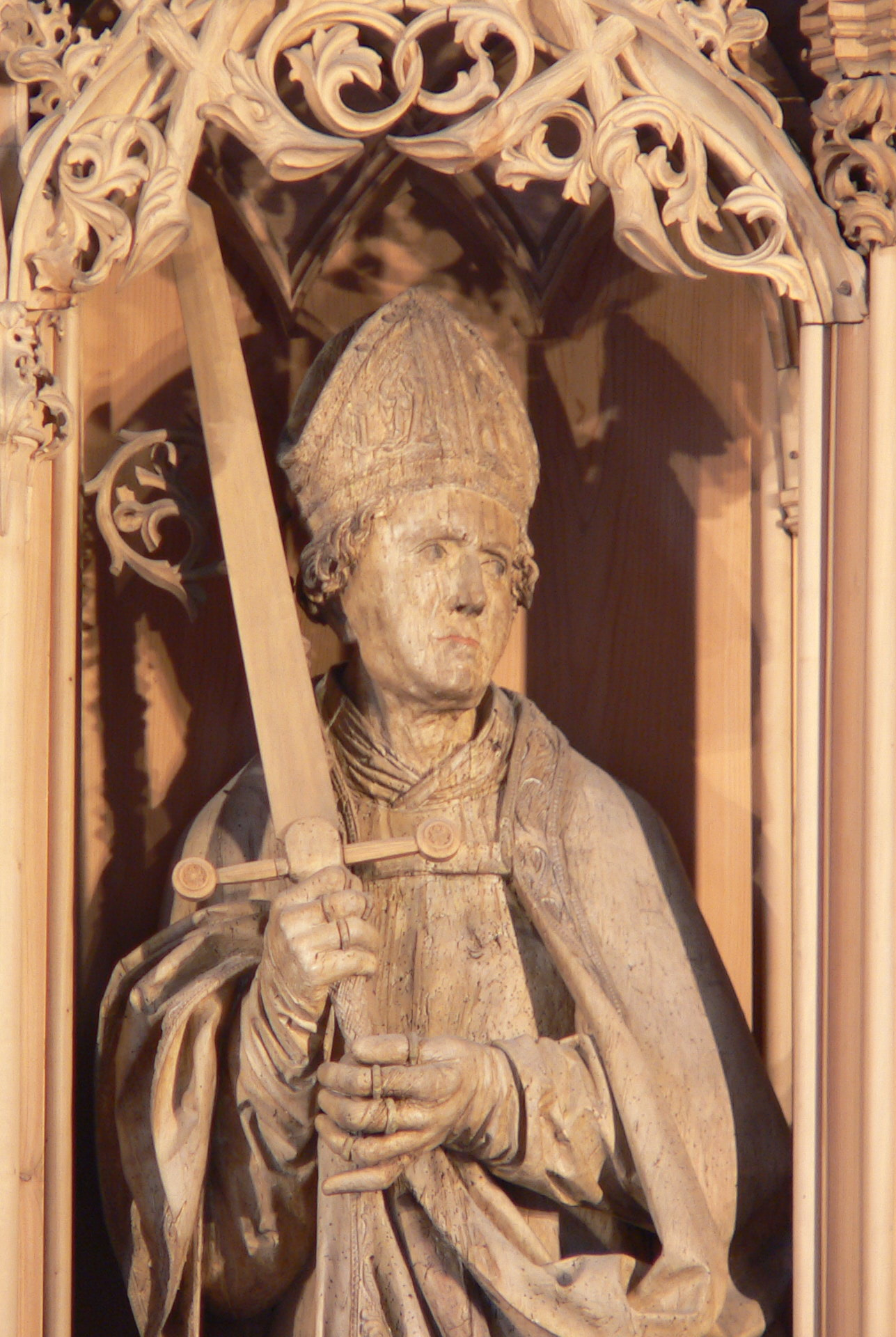
San Chiliano nell'altare Seyfer- Chiesa di San Chiliano ad Heilbronn
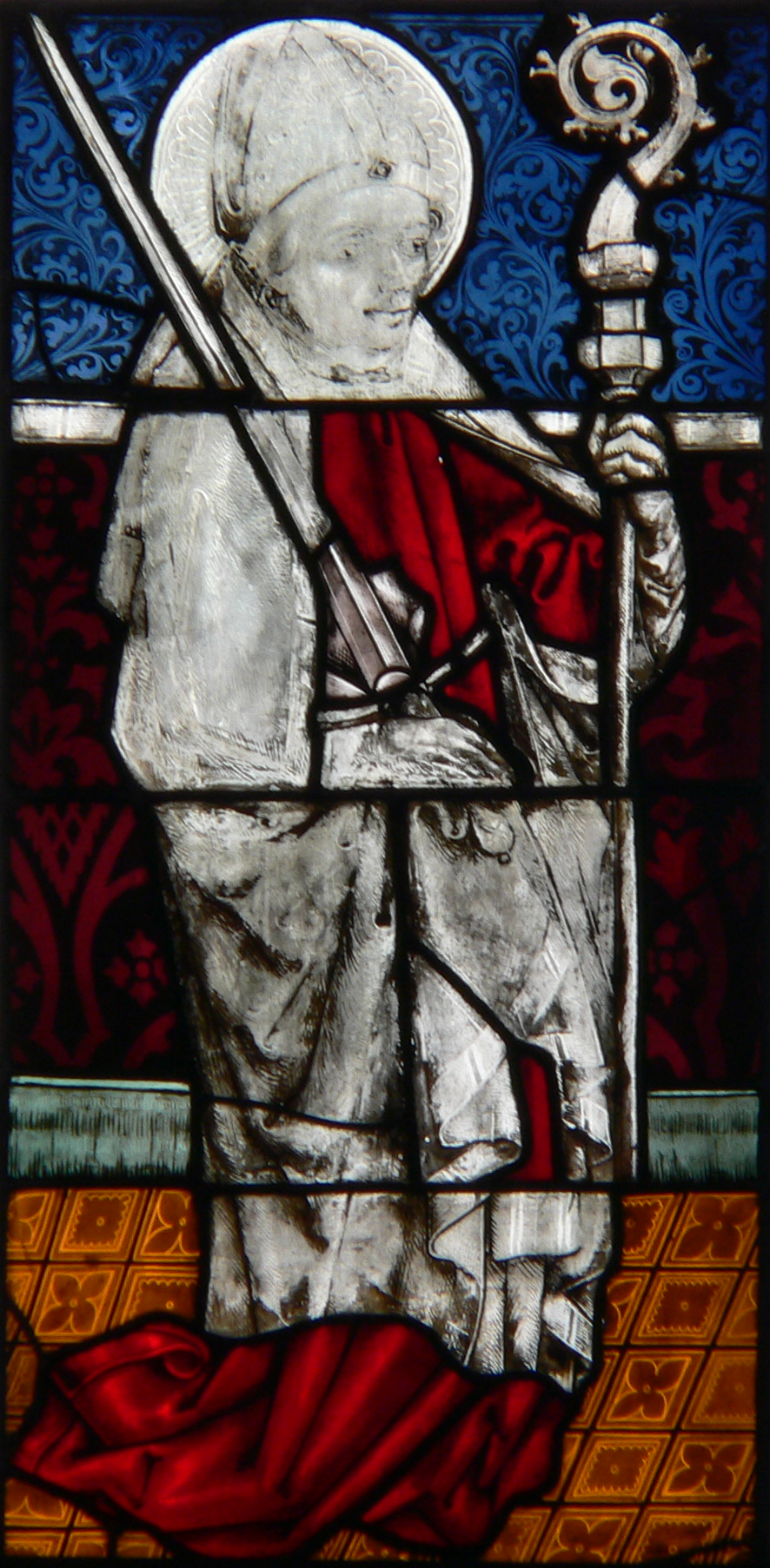
San Chiliano nella vetrata di una finestra - Chiesa di San Chiliano ad Heilbronn
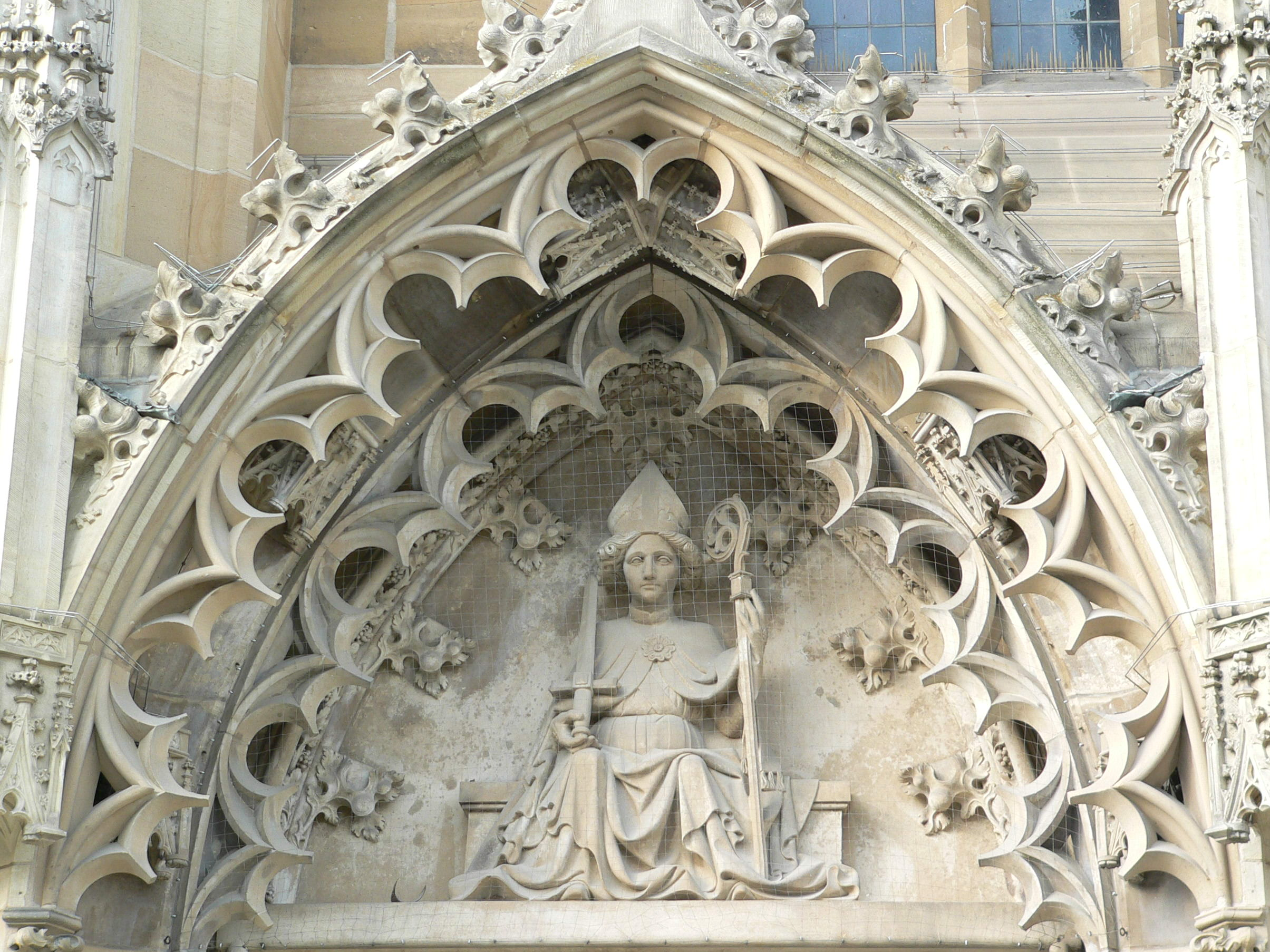
San Chiliano nel portale meridionale della Chiesa a lui dedicata ad Heilbronn